# Gunnar Källström
Pour les articles homonymes, voir Källström.
Gunnar Källström était un pilote automobile de rallyes suédois.

## Biographie
Il était affilié au club automobile du Botkyrka MK, et eut pour copilote Boo Guterstam.
Il a remporté le tout premier championnat de Suède organisé  (alors appelé "Scandiatrofén"), et était le père de Harry Källström (dit Spoutnik, membre du même club).
Père et fils furent successivement pilotes officiels du Swedish Volkswagen rally team.

## Titres
- Champion de Suède des rallyes, en 1952 (sur Volkswagen, moteur Porsche);
  - Vice-champion de Suède des rallyes, en 1953 (sur Volkswagen Porsche);
  - 3e du championnat de Suède des rallyes, en 1954 (sur Volkswagen Porsche).